# Earl Smith
Earl Smith ist ein US-amerikanischer Country-/Rock’n’Roll-Musiker.

## Leben
Smith nahm 1962 eine Single bei dem regionalen Lovelady-Label aus Walnut Ridge, Arkansas, auf. Auf der A-Seite war Black River Bay und auf der B-Seite Silly Quarrel. Beide Songs wurden von Iva Sue Lovelady komponiert, der Besitzerin von Lovelady Records. Smith wurde auf diesen Aufnahmen von den Night Cappers begleitet, die aus Lead-Gitarre, Bass und Schlagzeug bestanden.
Die Single wurde Ende 1962 veröffentlicht und ist eine Mischung aus Rock ’n’ Roll und Country. Während der Gitarrist stark vom Gitarrenstil der 1950er-Jahre beeinflusst war, sang Smith in einer nasalen, country-haftigen Weise.
Earl Smith verschwand danach aus der Musikszene. Black River Bay wurde beispielsweise 1980 auf der White Label LP Rock from Arkansas erneut veröffentlicht. Die Original-Platte ist heute sehr selten zu finden und erreicht demnach hohe Preise bei Sammlern.

## Diskografie
| Jahr | Titel                           | Label #      |
| ---- | ------------------------------- | ------------ |
| 1962 | Black River Bay / Silly Quarrel | Lovelady 201 |